# خليل شوقي (مخرج عراقي)
خليل شوقي ( 5 شباط/فبراير 1924 - 9 نيسان 2015) فنان، وممثل، ومخرج عراقي. ولد في مدينة بلدروز، وتوفي في 10 أبريل / نيسان 2015 في هولندا. وارتبط بالفن بتشجيع من أخيه الأكبر، دخل قسم التمثيل في معهد الفنون الجميلة ببغداد مع بداية تأسيس هذا القسم، لكنه هجر الدراسة فيه بعد أربع سنوات، وما لبث أن عاد إليه ليكمل دراسته ويتخرج منه حاملاً معه شهادةً دبلوم في فن التمثيل عام 1954. وعمل موظفًا في دائرة السكك الحديد وكذلك أشرف على وحدة الأفلام فيها وأخرج لها العديد من الأفلام الوثائقية والإخبارية، وعُرضت في تلفاز بغداد بين عامي 1959 و 1964. ويعد الفنان القدير خليل شوقي فنانًا شاملاً، فقد جمع بين التأليف والإخراج والتمثيل وغطى نشاطه الفني مجالات المسرح والتلفاز والسينما والإذاعة. وكانت بدايته مع المسرح حيث كان من مؤسسي «الفرقة الشعبية للتمثيل» في عام 1947، ولم تقدم الفرقة المذكورة آنذاك سوى مسرحية واحدة شارك فيها الفنان خليل شوقي ممثلاً وكانت تحمل عنوان «شهداء الوطنية» وأخرجها إبراهيم جلال. وفي عام 1964 شكّل فرقة مسرحية بعنوان «جماعة المسرح الفني» بعد أن كانت إجازات الفرق المسرحية (ومنها الفرقة المسرحية المشهورة فرقة المسرح الحديث التي كان ينتمي إليها) قد ألغيت في عام 1963، وقد اقتصر نشاط الفرقة المذكورة علي الإذاعة والتلفاز. وكان أيضا ضمن الهيئة المؤسسة التي أعادت في عام 1965 تأسيس (فرقة المسرح الحديث) تحت مسمى «فرقة المسرح الفني الحديث» وانتُخب سكرتيرًا لهيئتها الإدارية. وعمل في الفرقة ممثلاً ومخرجاً وإدارياً وظل مرتبطاً بها إلى أن توقفت الفرقة المذكورة عن العمل. ولقد أخرج للفرقة مسرحية «الحلم» عام 1965، وهي من إعداد: قاسم محمد. ومن أشهر أدواره المسرحية التي قدمها ممثلاً دور مصطفي الدلال في مسرحية «النخلة والجيران» (وكان تناغم أدائه مع أداء الفنانة الراحلة زينب مثيراً للإعجاب)، ودور البخيل في مسرحية «بغداد الأزل بين الجد والهزل»، ودور الراوية في مسرحية «كان يا ما كان»، وهذه المسرحيات الثلاث من إعداد قاسم محمد.

## أفلامه التي مثلها
- فيلم (من المسؤول؟ - 1956).
- فيلم (أبو هيلة - 1962).
- فيلم (الظامئون - 1972).
- فيلم (يوم آخر -1979).
- فيلم (العاشق).
- فيلم (الفارس والجبل).
- فيلم (شيء من القوة).

## مسرحياته
- مسرحية (النخلة والجيران).
- مسرحية (بغداد الأزل بين الجد والهزل).
- مسرحية (الإنسان الطيب).
- مسرحية (خيط البريسم).
- مسرحية (كان يا ما كان).
- مسرحية (السيد والعبد).
- مسرحية (الينبوع).

## ومن أفلامه السينمائية التي أخرجها
في مجال الإخراج السينمائي فقد تهيأت له فرصة في عام 1967 لإخراج فيلمه السينمائي «الحارس» (وهو فيلمه الروائي الوحيد الذي أخرجه). وقد شارك هذا الفيلم، الذي كتب قصته قاسم حول، في عدد من المهرجانات السينمائية، ففاز بالجائزة الفضية في مهرجان قرطاج السينمائي عام 1968 كما فاز بجائزتين تقديريتين في مهرجاني طشقند وكارلو فيفاري السينمائيين. واشترك في تمثيله: زينب ومكي البدري وقاسم حول وعبد الباقي الدوري وكريم عواد وسليمة خضير ونعيمة البدري واحمد المفرجي وضياء ناجي وسمية داود وعلي فوزي وعبد الجبار عباس وجمعة صبري.

## عمله فيالتلفاز
يعدّ الفنان القدير خليل شوقي رائدا من رواد العمل التلفازي في العراق. فقد عمل في تلفاز بغداد منذ عام 1956 وهو عام تأسيسه، حيث عمل مخرجا ً وممثلا ً بعد أن مر َ بفترة تدريب فيه. وهو يقول أيضا انه كتب أول تمثيلية عراقية للتلفاز العراقي، وهي ثاني تمثيلية تقدم من تلفاز بغداد ولكنها أول تمثيلية تكتب خصيصا ً للتلفاز. ولعل أبرز أدواره التلفازية دور (قادر بك) في مسلسلي «الذئب وعيون المدينة» و«النسر وعيون المدينة» الذين كتبهما عادل كاظم وأخرجهما الراحل إبراهيم عبد الجليل. ومن أدواره أيضا ً دور «أبو جميل» في مسلسل «جذور وأغصان» الذي كتبه: عبد الوهاب الدايني وأخرجه المخرج القدير عبد الهادي مبارك، ودور «عناد» في مسلسل «صابر» ودور «صادق» في مسلسل «الكنز»، والمسلسلان من تأليف الراحل: عبد الباري العبودي وإخراج الراحل: حسين التكريتي. وأدي دور «أبو شيماء» في مسلسل «بيت الحبايب» الذي كتبه الراحل: عبد الباري العبودي وأخرجه الفنان القدير حسن حسني، إلى جانب أدواره في مسلسلات: «الواهمون» تأليف: علي صبري، وإخراج: عادل طاهر، و«دائما ً نحب» الذي أعده وأخراجه المخرج القدير: صلاح كرم عن مسلسل كتبه قاسم جابر للإذاعة، و«إيمان» لمعاذ يوسف ومن إخراج حسين التكريتي، و«بيت العنكبوت» من تأليف عبد الوهاب عبد الرحمن (في أول عمل درامي نراه له علي الشاشة الصغيرة) وإخراج الراحل: بسام الوردي. وتألق أدائه دور الراعي في تمثيلية «المغنية والراعي» التي كتبها معاذ يوسف وأخرجها الفنان القدير حسن حسني.

## أعمالهالتلفازية
- مسلسل (الذئب وعيون المدينة).
- مسلسل (النسر وعيون المدينة).
- مسلسل (الأحفاد وعيون المدينة).
- مسلسل (إيمان).
- مسلسل جذور وأغصان).
- مسلسل (الكنز).
- مسلسل (صابر).
- مسلسل (بيت الحبايب).
- مسلسل (الواهمون).
- مسلسل (دائما نحب)
- مسلسل (دائما نحب).
- تمثيلية (المغنية والراعي).

## خوضه المجال الإخراجي فيالتلفاز
- أخرج تمثيلية (الهجرة إلى الداخل).

## وفاته
توفى خليل شوقي يوم الخميس الموافق 9 نيسان/أبريل 2015 في مدينة لاهاي الهولندية عن عمر ناهز 91 عاما.

## وصلات خارجية
خليل شوقي على موقع قاعدة بيانات الأفلام العربية